# Franjo Mihalić
Franjo Mihalić (9. března 1920 Kutina – 14. února 2015 Bělehrad byl jugoslávský vytrvalec, stříbrný olympijský medailista v maratonském běhu. V letech 1952, 1956 a 1957 vyhrál anketu deníku Sportske novosti o jugoslávského sportovce roku.
Narodil se ve vesnici Ludina, která se později stala městskou částí Kutiny. Vyrůstal v Záhřebu, kde pracoval jako typograf a hrál fotbal za NK Grafičar. Věnoval se také cyklistice, teprve od roku 1940 se zaměřil na atletiku. Byl členem klubu Concordia Záhřeb, od roku 1947 žil v Bělehradě a závodil za AK Partizan.
Získal stříbrnou medaili v maratonu na Středomořských hrách 1951, vyhrál Cross des nations 1953 a Silvestrovský běh v São Paulo 1952 a 1954. Obsadil páté místo v běhu na 10 000 m na mistrovství Evropy v atletice 1954. Na olympijských hrách 1956 v australském Melbourne skončil v maratonu na druhém místě za vítězným Francouzem Alainem Mimounem i přesto, že byl ve 36 letech nejstarším účastníkem závodu a že po pádu na občerstvovací stanici musel dohánět ztrátu na hlavní pole. Vyhrál Balkánské hry 1956 a 1957, jako jediný zástupce východní Evropy v historii se stal v roce 1958 vítězem Bostonského maratonu, třikrát vyhrál přespolní běh Cinque Mulini v Itálii (1957, 1958 a 1961). Na olympiádě 1960 v Římě obsadil v maratonu 12. místo.
Jeho osobní rekordy byly 14:18,0 na pět kilometrů, 29:37,6 na deset kilometrů a 2:21:24 v maratonu. Ve své kariéře naběhal okolo 165 000 km. Odešel do výslužby v roce 1966, věnoval se však i nadále veteránským závodům v běhu a chůzi, působil také jako atletický rozhodčí a trenér klubu AK Partizan. Zemřel v nedožitých 95 letech v bělehradské vojenské nemocnici.